# Боян Радев
Боян Александров Радев (болг. Боян Александров Радев; нар. 25 лютого 1942, село Мошино (нині у складі міста Перник)) — болгарський борець греко-римського стилю, чемпіон та дворазовий срібний призер чемпіонатів світу, срібний призер чемпіонату Європи, дворазовий чемпіон Олімпійських ігор. Перший болгарський дворазовий олімпійський чемпіон. Заслужений майстер спорту Болгарії.

## Життєпис
Боротьбою почав займатися з 1958 року. Виступав за спортивний клуб «Левські-Спартак», Софія. Тренер — Слав Славов.
Після закінчення спортивної кар'єри він працював в системі Міністерства внутрішніх справ Болгарії.
Боян Радев також відомий як видатний колекціонер і меценат. Його назвали меценатом Національного історичного музею Болгарії. У залі музею, що носить його ім'я, виставлені цінні пам'ятки його колекції, понад 170 експонатів — ікони та церковне начиння, різьблення по дереву, кам'яні скульптури, в тому числі три мармурові римські портрети II—III століття. Радев пожертвував також всі свої спортивні нагороди.

## Відзнаки
Тричі визнавався спортсменом року в Болгарії у 1964, 1967 та 1968 роках.
Почесний громадянин Софії (2004).
У 2009 році Боян Радев отримав найвищу нагороду Міжнародної федерації боротьби (FILA) — «Золоте намисто».
У 2009 році введений до Всесвітньої Зали слави Міжнародної федерації об'єднаних стилів боротьби.
24 квітня 2014 року Боян Радев був обраний спортсменом століття в спортивному клубі «Левські». Церемонія нагородження пройшла в музеї спорту стадіону «Васіл Левскі» була частиною свята «100 років Левські».

## Спортивні результати на міжнародних змаганнях

### Виступи на Олімпіадах
| Змагання                    | Збірна   | Вагова категорія                 | Місце  |
| --------------------------- | -------- | -------------------------------- | ------ |
| Літні Олімпійські ігри 1964 | Болгарія | греко-римська боротьба, до 97 кг | Золото |
| Літні Олімпійські ігри 1968 | Болгарія | греко-римська боротьба, до 97 кг | Золото |

### Виступи на Чемпіонатах світу
| Змагання                        | Збірна   | Вагова категорія                 | Місце  |
| ------------------------------- | -------- | -------------------------------- | ------ |
| Чемпіонат світу з боротьби 1962 | Болгарія | греко-римська боротьба, до 97 кг | Срібло |
| Чемпіонат світу з боротьби 1963 | Болгарія | греко-римська боротьба, до 97 кг | 5      |
| Чемпіонат світу з боротьби 1965 | Болгарія | греко-римська боротьба, до 97 кг | 5      |
| Чемпіонат світу з боротьби 1966 | Болгарія | греко-римська боротьба, до 97 кг | Золото |
| Чемпіонат світу з боротьби 1967 | Болгарія | греко-римська боротьба, до 97 кг | Срібло |

### Виступи на Чемпіонатах Європи
| Змагання                         | Збірна   | Вагова категорія                 | Місце  |
| -------------------------------- | -------- | -------------------------------- | ------ |
| Чемпіонат Європи з боротьби 1968 | Болгарія | греко-римська боротьба, до 97 кг | Срібло |